# Abdul Ismail
Abdul Ismail (ur. 8 grudnia 1948) – mozambicki lekkoatleta.
Brał udział w biegu na 110 metrów przez płotki na Letnich Igrzyskach Olimpijskich 1980, zajmując 7. miejsce w biegu eliminacyjnym i nie awansując do półfinału.